# Renato Cappellini
Renato Cappellini (ur. 9 października 1943 w Mareno di Piave) – włoski piłkarz grający na pozycji napastnika.

## Kariera klubowa
Cappellini wychował się w Interze Mediolan. W Serie A zadebiutował 29 września 1963 w wygranym 2:0 meczu z Mantovą. Początkowo jednak nie miał pewnego miejsca w składzie Interu i w 1964 roku został na rok wypożyczony do Genoi. Zdobył 6 bramek w lidze i w 1965 roku wrócił do Mediolanu. Wywalczył mistrzostwo Włoch, jednak miał w tym mały udział strzelając 2 bramki w 6 meczach. W sezonie 1966/1967 był już podstawowym graczem mediolańskiej jedenastki i z 9 golami był drugim najlepszym strzelcem zespołu po Alessandro Mazzoli. Został też wicemistrzem kraju. W Interze spędził także sezon 1967/1968, a następnie przez rok występował w Varese.
W 1969 roku Cappellini został graczem stołecznej Romy. W swoim pierwszym sezonie w Romie doszedł do półfinału Pucharu Zdobywców Pucharów, w którym rzymianie toczyli zacięte boje z Górnikiem Zabrze. W pierwszym meczu w Rzymie padł remis 1:1, w drugim w Chorzowie remis 2:2, a w trzecim decydującym w Strasburgu także remis 1:1. O odpadnięciu Romy zadecydował wówczas rzut monetą. W 1972 roku wygrał z Romą Anglo-Italian Cup. Na Stadio Olimpico spędził łącznie 5 sezonów. W 1974 roku przeszedł do Fiorentiny, jednak po rozegraniu jednego meczu w Pucharu Włoch został oddany do Como, z którym zdobył mistrzostwo Serie B. W 1976 roku przeszedł do szwajcarskiego FC Chiasso, w którym rok później zakończył karierę.

## Kariera reprezentacyjna
W reprezentacji Włoch Cappellini zadebiutował 22 marca 1967 roku w wygranym 2:0 wyjazdowym meczu z Cyprem, rozegranym w ramach eliminacji do Euro 68. Wystąpił także w zremisowanym 1:1 towarzyskim meczu z Portugalią, w którym zdobył wyrównującego gola. Był to zarazem jego ostatni mecz w drużynie narodowej.